# Vulgärlatin

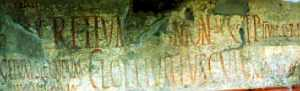
Vulgärlatin, här politisk graffiti i Pompeji, var en folklig talad form av latin, och skild från det skrivna klassiska latinet.

Vulgärlatin (på latin, sermo vulgaris) är ett samlingsnamn för de dialekter som framförallt talades i de västra provinserna av det romerska riket fram till omkring 800-talet, då dessa dialekter utvecklades till de skilda romanska språken.
Detta talade latin skilde sig från det skrivna klassiska latinet i såväl uttal som ordförråd och grammatik. Vissa kännetecken utvecklades inte förrän under kejsardömets sista tid medan andra sannolikt fanns i åtminstone basilektala former långt tidigare. Med de flesta definitioner av vulgärlatin avses endast det talade språket, eftersom tecken tyder på att latinet bryts upp i dialekter under den här perioden och eftersom ingen gjorde en fonetisk kodifiering av latinskt tal under perioden måste den som vill studera vulgärlatinet göra det med indirekta metoder.
Vår kunskap om vulgärlatin härrör framförallt från tre olika källor. För det första kan jämförande metoder rekonstruera de språkliga förändringar som ledde till utvecklingen av de romanska språken och notera de förändringar som måste ha skett i det klassiska latinet. För det andra finns ett antal grammatiska texter där författare pekar ut och fördömer en rad olika språkliga fel som talare av latin tydligen ofta gjorde, vilket ger insikt i hur latinet faktiskt användes. Slutligen kan man iaktta förändringar i bevarade texter från senare latinska texter.

## Vad var vulgärlatin?

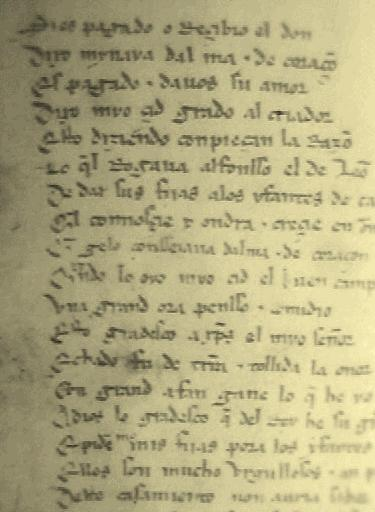
Cantar de Mio Cid är den äldsta kända texten på kastilianska och markerar början på detta språk skilt från vulgärlatinet.

Själva ordet vulgär betyder helt enkelt vanlig: det härstammar från det latinska vulgaris, vanlig eller folklig. Det innebär alltså inte, att detta latin var vad som nu avses med vulgärt, det vill säga att det skulle ha innehållit extremt många "fula" eller "förbjudna" ord. Vulgärlatin har inom studiet av latin flera olika meningar.
1. Det talade latinet i det romerska riket. Klassiskt latin var sedan länge ett tämligen artificiellt språk, och det latin som fördes av romerska soldater till Gallien eller Dacien var knappast detsamma som det som möter Ciceros läsare. Enligt denna definition är vulgärlatin ett talat språk, motsvarat i skrivna källor av "sent latin" (vilket skiljer sig något från det klassiska latinet från tiden fram till det första århundradet e.Kr.).
2. Den hypotetiska föregångaren till de vardagliga romanska dialekterna. Detta är språk som inte kan beläggas annat än i några spridda fragment och graffiti. Det var ett latin som genomgått ett antal viktiga förändringar i ljudbilden vilka kan rekonstrueras av lingvister utifrån de förändringar som kan iakttas i de romanska språken som är latinets direkta efterföljare.
3. Mer begränsande, dialekterna norr och öst om linjen La Spezia-Rimini, i Frankrike, på iberiska halvön och även den dåligt kända dialekt som talades i de västra afrikanska provinserna, alltså de dialekter som var föregångare till de västromanska språken. Enligt detta synsätt antas italienska, rumänska och dalmatiska ha utvecklats separat.
4. Ett antal nymodigheter som uppträder i vissa sena latinska texter, till exempel Peregrinatio Aetheriae (en nunnas beskrivning av en pilgrimsfärd till Palestina och Sinai (300-talet)) eller de efterlämnade verken av Gregorius av Tours. Skrivna texter på vulgärlatin är sällsynta och har stort värde för filologer eftersom de bland annat genom misstag visar hur språket egentligen brukades.

En del litterära verk av mindre avancerad språklig typ ger glimtar av vulgärlatinets värld. Plautus och Terentius använder till exempel i sin dramatik ofta slavar som roller och bevarar i deras repliker många tidiga latinska uttryck, liksom Petronius Arbiters bevarade Cena Trimalchionis.
Vulgärlatinet utvecklades efterhand i olika riktning i de olika romerska provinserna och gav gradvis upphov till de moderna språken franska, italienska, spanska, portugisiska, rumänska, katalanska och så vidare. Även om det officiella språket i provinsen var latin så var det språk som talades ett lokalt vulgärlatin till dess att denna lokala form skilt sig så mycket från den skrivna normen att ett nytt standardspråk blev en nödvändighet. När det lokala språket mognat tillräckligt anses förstås vulgärlatinet i det området vara ett dött språk. När dialekten uppfattas som urskiljbar med tillräckliga kännetecken betecknas de som de romanska språken (jämför Oïl, Oc, Si).
200-talet antas vara den tidsperiod då förutom deklinationer en stor del av ordförrådet förändrades (till exempel equus → caballus). Nyare studier har föreslagit att uttalet förändrades under samma tidsperiod, och att en särskilt stor förändring skulle ha skett i trakten av Neapel. Förändringarna var dock inte desamma i hela riket. Nästan alla slutsatser i frågan om vulgärlatinets utveckling är baserade på efterhandskonstruktioner och inte på samtida material.
Vulgärlatinet fortlevde i flera sekler efter Västroms fall, eftersom till dess ett nytt oberoende språk hade formats kom de att använda latin när de skulle uttrycka sig i skrift. Vid det tredje konciliet i Tours 813 anbefalldes prästerna att predika på det lokala tungomålet för att vara förståeliga - antingen rustica lingua romanica, alltså det lokala vulgärlatinet, nu klart åtskilt från det i tiden frusna kyrkans klassiska latin, eller på det tyska språket. Bara en generation senare, 842 i Strasbourg då två av Karl den stores arvingar bevittnade ett avtal, användes ett språk som alldeles tydligt inte var latin:
Pro Deo amur et pro christian poblo et nostro commun salvament, d'ist di en avant, in quant Deus savir et podir me dunat, si salvarai eo cist meon fradre Karlo, et in aiudha et in cadhuna cosa. . . 
(För Guds kärlek och det kristna folket och allas vår frälsning, från denna dag och i hädanefter, givet att Gud ger mig kunskap och kraft, skall jag försvara min broder Karl med min hjälp i allt. . .)